# الحازة (وشحة)

تعديل مصدري - تعديل

الحازة هي إحدى قرى عزلة بني رزق بمديرية وشحة التابعة لمحافظة حجة، بلغ تعداد سكانها 342 نسمة حسب تعداد اليمن لعام 2004.